# Loxostege aeruginalis
Loxostege aeruginalis är en fjärilsart som beskrevs av Jacob Hübner 1796. Loxostege aeruginalis ingår i släktet Loxostege och familjen Crambidae. Inga underarter finns listade i Catalogue of Life.